# Exarcado archiepiscopal de Lutsk
El exarcado archiepiscopal de Lutsk (en latín: Luceoriensis Ucrainorum y en ucraniano: Луцький екзархат) es una circunscripción eclesiástica de la Iglesia católica en Ucrania. Se trata de un exarcado archiepiscopal greco-católico ucraniano, inmediatamente sujeto al archieparca mayor de Kiev-Galitzia. Desde el 15 de enero de 2008 el exarca archiepiscopal es el obispo Josaphat Oleh Hovera.

## Territorio y organización
El exarcado archiepiscopal tiene 40 191 km² y extiende su jurisdicción sobre los fieles católicos de rito bizantino greco-católico ucraniano residentes en las óblasts de Volinia y Rivne.
La sede del exarcado archiepiscopal se encuentra en la ciudad de Lutsk, en donde se halla la Catedral de la Natividad de la Theotokos. En Rivne se encuentra la Concatedral de San Nicolás el Taumaturgo.
En 2020 en el exarcado archiepiscopal existían 27 parroquias agrupadas en 3 decanatos: Lutsk, Vladimír y Rivne.

## Historia
La eparquía de Lutsk y Ostroh estaba entre las sufragáneas de metropolitanato de Kiev cuando el papa Pío II nombró en 1458 a Gregorio II el Búlgaro como el nuevo primado uniato del metropolitanato luego de la unión con la Iglesia ortodoxa en el Concilio de Florencia, que duró hasta 1481.
La eparquía ortodoxa de Lutsk y Ostroh fue una de las diócesis que se incorporaron a la Iglesia católica el 9 de octubre de 1596 mediante la Unión de Brest. En 1607 la eparquía de Lutsk y Ostroh rechazó la unión y en agosto de 1620 el patriarca Teófanes III de Jerusalén viajó a Kiev y consagró una nueva jerarquía ortodoxa en obediencia al patriarcado de Constantinopla y bajo protección cosaca, incluyendo al eparca de Lutsk. Fue suprimida como católica en 1636 continuando como ortodoxa de Constantinopla hasta que en 1685 pasó a la jurisdicción de la Iglesia ortodoxa rusa.
La unión fue restablecida en 1702 por el obispo Dionisio Zhabokrytskoho. La emperatriz Catalina II de Rusia emitió un edicto el 22 de abril de 1794 para eliminar todos los obstáculos para el retorno de los uniatos a la ortodoxia. El metropolitanato de Kiev incluyendo la eparquía de Lutsk y Ostroh fue suprimido por las autoridades rusas en 1798 luego de la desaparición de Polonia a consecuencia de las particiones de Polonia entre Prusia, Rusia y Austria en 1772, 1793 y 1795. El 18 de noviembre de 1798 la eparquía de Lutsk y Ostroh fue restaurada como católica y suprimida el 14 de marzo de 1839. En 1921 fue recategorizada como diócesis titular, hasta que en 1973 volvió a ser suprimida.
El exarcado archiepiscopal fue erigido el 15 de enero de 2008 por decisión del Sínodo de Obispos de la Iglesia greco-católica ucraniana separando territorio de la archieparquía de Kiev.
El 19 de diciembre de 2017, en Rivne, el archieparca mayor Sviatoslav Shevchuk, consagró la Concatedral de San Nicolás el Taumaturgo, cuya construcción tomó unos 10 años.

## Estadísticas
Según el Anuario Pontificio 2021 el exarcado archiepiscopal tenía a fines de 2020 un total de 4286 fieles bautizados.
| Año                                                                             | Población            | Población | Población      | Sacerdotes | Sacerdotes    | Sacerdotes    | Bautizados por sacerdote | Diáconos permanentes | Religiosos | Religiosos | Parroquias |
| Año                                                                             | Bautizados católicos | Total     | % de católicos | Total      | Clero secular | Clero regular | Bautizados por sacerdote | Diáconos permanentes | Varones    | Mujeres    | Parroquias |
| ------------------------------------------------------------------------------- | -------------------- | --------- | -------------- | ---------- | ------------- | ------------- | ------------------------ | -------------------- | ---------- | ---------- | ---------- |
| 2008                                                                            | 4000                 | ?         | ?              | 10         | 5             | 5             | 400                      | 1                    | ?          | ?          | 14         |
| 2010                                                                            | 2760                 | ?         | ?              | 21         | 13            | 8             | 131                      |                      | 10         | ?          | 21         |
| 2011                                                                            | 2800                 | ?         | ?              | 21         | 13            | 8             | 133                      |                      | 10         | ?          | 23         |
| 2012                                                                            | 2800                 | ?         | ?              | 21         | 13            | 8             | 133                      |                      | 10         | ?          | 24         |
| 2015                                                                            | 3262                 | ?         | ?              | 27         | 15            | 12            | 120                      | 1                    | 14         | 6          | 28         |
| 2018                                                                            | 4081                 |           |                | 33         | 20            | 13            | 123                      |                      | 14         | 7          | 27         |
| 2020                                                                            | 4286                 | ?         | ?              | 37         | 25            | 12            | 115                      |                      | 14         | 10         | 27         |
| Fuente: Catholic-Hierarchy, que a su vez toma los datos del Anuario Pontificio. |                      |           |                |            |               |               |                          |                      |            |            |            |

## Episcopologio
- Josaphat Oleh Hovera, desde el 15 de enero de 2008